# Psaenythia ateles
Psaenythia ateles är en biart som beskrevs av Holmberg 1921. Psaenythia ateles ingår i släktet Psaenythia och familjen grävbin. Inga underarter finns listade i Catalogue of Life.